# Reformierte Kirche Aarburg

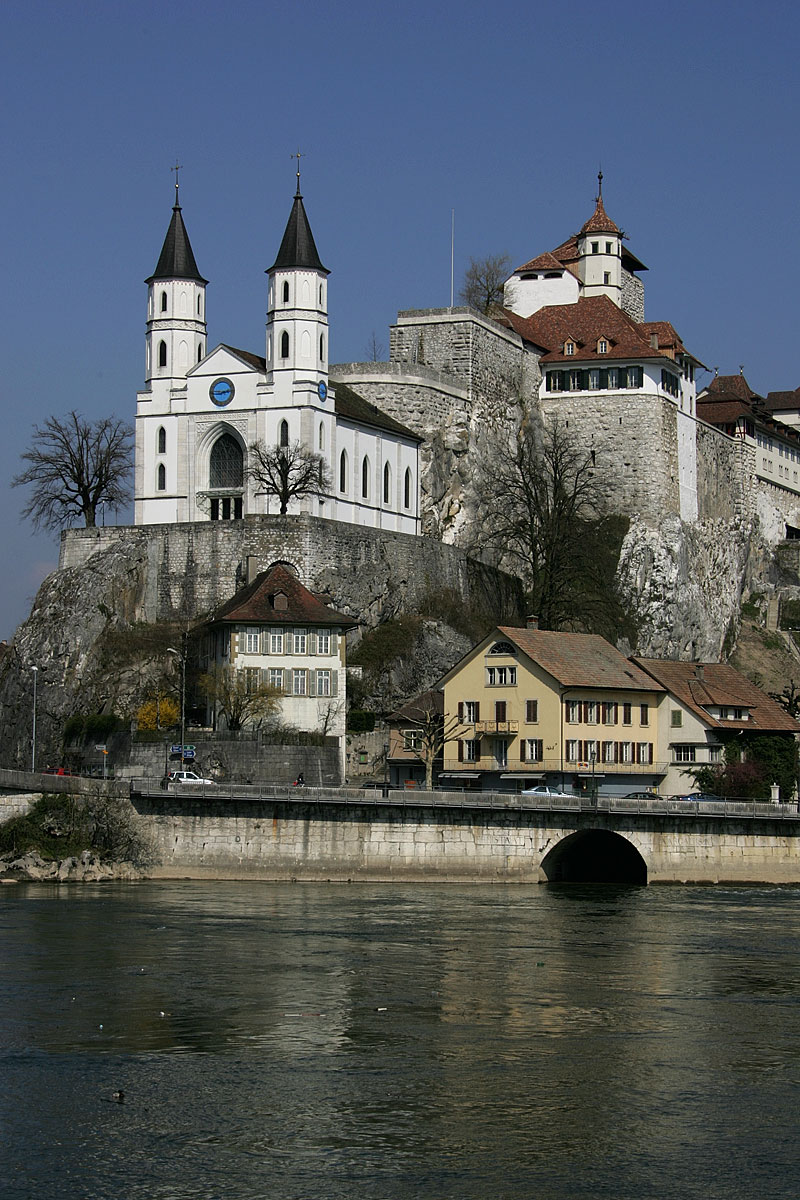
Kirche Aarburg, dahinter die Festung, darunter das Pfarrhaus

Die reformierte Kirche Aarburg ist die reformierte Stadtkirche in der aargauischen Gemeinde Aarburg in der Schweiz.

## Geschichte
An der Stelle der heutigen Kirche stand im Mittelalter eine Burgkapelle, die dem heiligen Georg geweiht war. Sie hatte eigene Einkünfte und einen Sigrist, wurde aber von Zofingen aus von einem Kaplan verwaltet. Die zwischen 1360 und 1370 erstmals erwähnte Kapelle wurde 1484 zur Pfarrkirche erhoben, woraufhin man eine Erweiterung vornahm. Ab 1528 war die Kirche der  reformierten Konfession vorbehalten. Am 4. Mai 1840 legte ein Grossbrand das Städtchen in Schutt und Asche, auch die Kirche brannte vollständig nieder. In den Jahren 1842 bis 1845 wurde ein Neubau nach Plänen von Johann Jakob Heimlicher aus Basel errichtet.

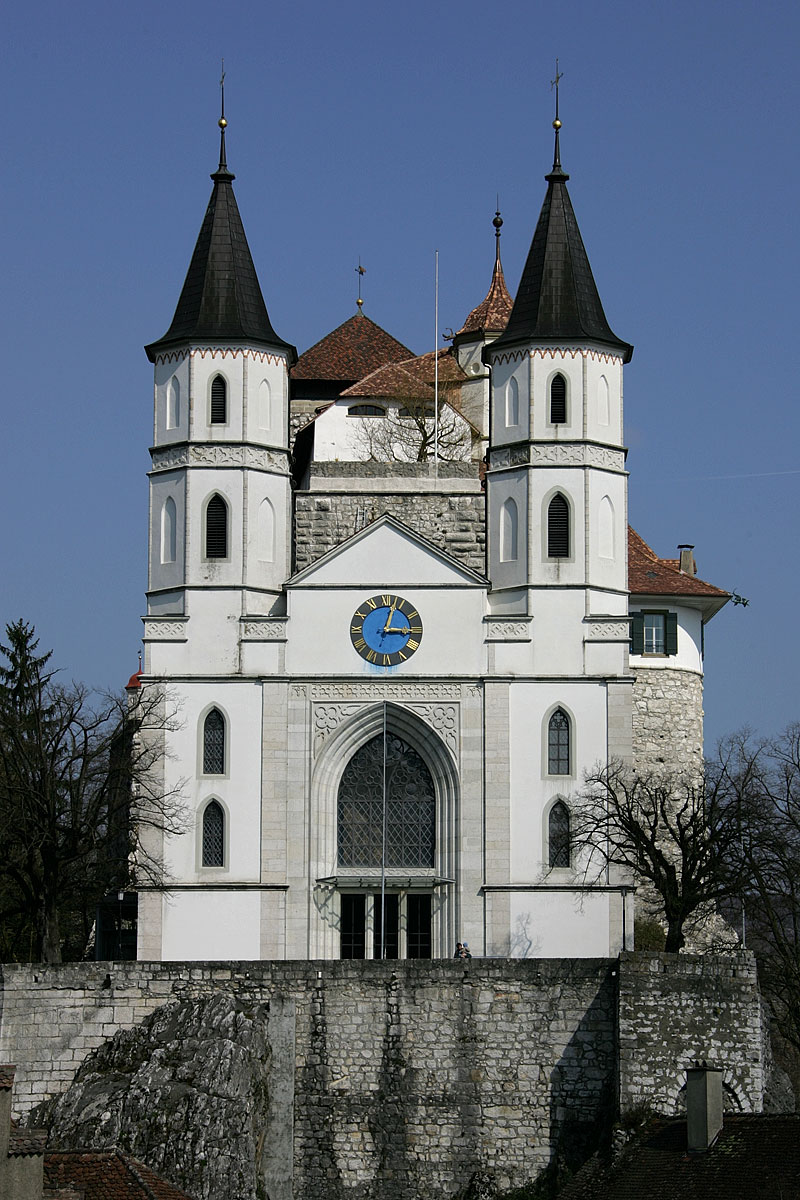
Doppelturmfassade

## Gebäude
Die im neugotischen Stil errichtete Kirche entstand am Standort ihrer Vorgängerin und bezog zusätzlich die Fläche des früheren Friedhofs mit ein. Das Gebäude befindet sich erhöht am Ende eines Felssporns, unterhalb der Festung Aarburg und oberhalb der Altstadt an der Engstelle der Aare. Es besitzt an seinen Längsseiten Spitzbogenfenster mit dazwischen liegenden Pilastervorlagen. An der Westseite sind zwei Kirchtürme aufgesetzt, die beide im Oberbau achteckig und mit steilen Spitzhelmdächern versehen sind.
Unterhalb der Kirche lehnt sich an den Felssporn das 1726 erbaute Pfarrhaus an. Es handelt sich dabei um ein barockes Gebäude mit hohen Rechteckfenstern und vorspringendem, stark geknicktem Walmdach. Bis zum Stadtbrand von 1840 führte das Stadttor durch dessen Untergeschoss.

## Orgel
Auf der Empore der Stadtkirche Aarburg steht eine Orgel mit 29 Registern auf drei Manualwerken und Pedal. Sie wurde vom Orgelbauunternehmen Neidhart & Lhôte aus St. Martin NE im Jahr 1980 gebaut. Sie ersetzte ein Instrument, das 1927 im Zuge einer größeren Renovierung auf einer vergrößerten Empore von der Orgelbau Goll oder Erich Frey, beide Luzern gebaut worden war.

## Glocken
Die heutige neue Stadtkirche besitzt in ihren beiden Zwillingstürmen je zwei Glocken. Die grösste und die kleinste sind zusammen im rechten Turm der Hauptfassade untergebracht, die beiden mittleren im linken. Alle Glocken wurden in Aarau gegossen und erklingen zusammen in der sogenannten ersten Umkehrung in Dur.
| Nr. | Ton | Gewicht  | Giesser                        | Gussjahr |
| --- | --- | -------- | ------------------------------ | -------- |
| 1   | e1  | 1‘313 kg | J. Rüetschi, Aarau             | 1844     |
| 2   | g1  | 822 kg   | J. Rüetschi, Aarau             | 1844     |
| 3   | c2  | 350 kg   | J. Gysi & H. G. Richner, Aarau | 1663     |
| 4   | e2  | 197 kg   | J. Rüetschi, Aarau             | 1844     |

## Nachweise
1. ↑  Orgelverzeichnis Schweiz und Liechtenstein: Ref. Kirche Aarburg AG

Koordinaten: 47° 19′ 14,9″ N, 7° 53′ 57,3″ O; CH1903: 634824 / 241205